# Marie-Laure Brunet
Marie-Laure Brunet, född den 20 november 1988 i Lannemezan, är en fransk skidskytt som tävlat sedan 2003 och ingått i det franska landslaget sedan 2006.
Brunet deltog vid junior-VM 2007 och blev där guldmedaljör både i stafett och i jaktstart. Vid VM 2008 i Östersund ingick hon i det franska stafettlaget tillsammans med Delphine Peretto, Sylvie Becaert och Sandrine Bailly som blev bronsmedaljörer efter Tyskland och Ukraina. 
Vid VM 2009 blev hon tillsammans med Sylvie Becaert, Vincent Defrasne och Simon Fourcade världsmästare i mixstafett. Dessutom blev hon tillsammans med Becaert, Marie Dorin och Bailly bronsmedaljörer i stafett efter Ryssland och Tyskland.
Vid de olympiska spelen i Vancouver 2010 vann hon en bronsmedalj i jaktstarten och silver i stafetten.